# Tjeutjenåivesjön
Tjeutjenåivesjön är en sjö i Arjeplogs kommun i Lappland och ingår i Piteälvens huvudavrinningsområde. Sjön har en area på 0,355 kvadratkilometer och ligger 557,2 meter över havet. Sjön avvattnas av vattendraget Ruttjebäcken.

## Delavrinningsområde
Tjeutjenåivesjön ingår i det delavrinningsområde (733056-162492) som SMHI kallar för Ovan 732741-162677. Medelhöjden är 525 meter över havet och ytan är 9,97 kvadratkilometer. Det finns inga avrinningsområden uppströms utan avrinningsområdet är högsta punkten. Ruttjebäcken som avvattnar avrinningsområdet har biflödesordning 3, vilket innebär att vattnet flödar genom totalt 3 vattendrag innan det når havet efter 197 kilometer. Avrinningsområdet består mestadels av skog (86 procent). Avrinningsområdet har 0,35 kvadratkilometer vattenytor vilket ger det en sjöprocent på 3,5 procent.